# Fray Justo Santa María de Oro (departement)
Fray Justo Santa María de Oro is een departement in de Argentijnse provincie Chaco. Het departement (Spaans:  departamento) heeft een oppervlakte van 2.205 km² en telt 10.485 inwoners.

## Plaatsen in departement Fray Justo Santa María de Oro
- Chorotis
- Santa Sylvina